# رایت ایر سرویس
رایت ایر سرویس (به انگلیسی: Wright Air Service) یک شرکت هواپیمایی با کد یاتا 8V است که در تاریخ ۱۹۶۷ میلادی تأسیس شده است. دفتر مرکزی رایت ایر سرویس در فربنکس، ایالات متحده آمریکا واقع شده‌است و به ۱۱ مقصد، پرواز انجام می‌دهد.